# اچ‌ام‌اس بولداگ (ای۳۱۷)
اچ‌ام‌اس بولداگ (ای۳۱۷) (به انگلیسی: HMS Bulldog (A317)) یک کشتی بود که طول آن ۱۸۹٫۶ فوت (۵۷٫۸ متر) بود. این کشتی در سال ۱۹۶۷ ساخته شد.